# Richard von Keiser
Richard Karl Friedrich von Keiser (* 21. Februar 1867 in Magdeburg; † 1. März 1946 in Hubertusburg) war ein deutscher Generalmajor.

## Leben

### Herkunft
Richard war das älteste von vier Kindern des preußischen Oberstleutnants Otto von Keiser (1842–1907) und dessen Ehefrau Hermine, geborene Gresser (* 1844). Seine Schwester Paula (* 1868) war mit dem Landrat des Kreises Sulingen Julius Helmentag († 1908) verheiratet.

### Militärkarriere
Nach dem Besuch des Kadettenkorps wurde Keiser am 22. März 1887 als Sekondeleutnant dem 3. Oberschlesischen Infanterie-Regiment Nr. 62 der Preußischen Armee in Cosel überwiesen. Von Anfang Februar 1891 bis Ende November 1892 diente er im Füsilier-Regiment „Prinz Heinrich von Preußen“ (Brandenburgisches) Nr. 35, wurde anschließend in das Infanterie-Regiment „von Borcke“ (4. Pommersches) Nr. 21 nach Thorn versetzt und avancierte Mitte September 1894 zum Premierleutnant. Unter Stellung à la suite seines Regiments erfolgte am 22. März 1895 seine Kommandierung als Erzieher zum Kadettenhaus in Bensberg. Mit dem Übertritt zur Hauptkadettenanstalt wurde Keiser zum 1. Oktober 1896 in das Kadettenkorps versetzt.
Ende Oktober 1898 schied Keiser aus der Armee aus, trat zur Marineinfanterie über und wurde mit seinem Patent als Premierleutnant zum 1. November 1898 im II. Seebataillon angestellt. Durch Kabinettsorder war er von Mitte April 1899 bis Ende Februar 1900 an Bord des Schulschiffes Gneisenau kommandiert und nahm dann an der Niederschlagung des Boxeraufstandes in China teil. Am 23. Juli 1901 wurde er zum Kompaniechef ernannt und für sein Wirken durch Kabinettsorder vom 10. Oktober 1901 mit dem Kronenorden IV. Klasse mit Schwertern ausgezeichnet.
Bereits am 30. September 1901 trat Keiser in die Preußische Armee zurück, wurde zunächst dem Infanterie-Regiment „Graf Bose“ (1. Thüringisches) Nr. 31 aggregiert und am 27. Januar 1902 mit der Ernennung zum Chef der 5. Kompanie einrangiert. Seine Kompanie errang in den kommenden Jahren drei Mal das Kaiserabzeichen, wofür er den Roten Adlerorden IV. Klasse mit Krone erhielt. Von Mitte Februar 1906 bis Ende März 1911 war er Kompaniechef an der Hauptkadettenanstalt, versah anschließend in gleicher Eigenschaft bis Mitte November 1912 Dienst im 9. Badischen Infanterie-Regiment Nr. 170 in Offenburg. Anschließend wurde Keiser unter Beförderung zum Major dem Infanterie-Regiment „von Goeben“ (2. Rheinisches) Nr. 28 aggregiert und rückte im März 1913 in den Regimentsstab auf.
Mit Ausbruch des Ersten Weltkriegs erfolgte seine Ernennung zum Bataillonskommandeur im Landwehr-Infanterie-Regiment Nr. 65, das zur Besatzung der Festung Metz gehörte. Er nahm am Gefecht bei Conflans sowie der Zernierung von Verdun teil und kehrte Ende Januar 1916 als Kommandeur des I. Bataillons zum Infanterie-Regiment „von Goeben“ (2. Rheinisches) Nr. 28 zurück, das zu diesem Zeitpunkt in Stellungskämpfen an der Aisne lag. Ende Juli 1916 musste er krankheitsbedingt sein Kommando abgeben und wurde nach seiner Gesundung einen Monat später Kommandeur des Reserve-Infanterie-Regiments Nr. 91. In der Folge führte er seinen Verband in den Abwehrschlachten im April/Mai bei Arras sowie im Sommer und Herbst 1917 in Flandern. Anfang Februar 1918 trat sein Regiment zur neugebildeten 17. Armee über und bereitete sich auf die deutsche Frühjahrsoffensive vor. Keiser avancierte Ende des Monats zum Oberstleutnant. Zu Beginn der Offensive führte er sein Regiment Ende März 1918 bei Pintheville und konnte im nächtlichen Gefecht das stark verdrahtete und strategisch wichtige Ervillers erobern. Dabei konnte eine große Menge an Geschützen und Material erbeutet werden. Ferner wirkte er bei der Eroberung von Noreuil. Für diese Leistungen wurde Keiser auf Vorschlag seines vorgesetzten Generals von Petersdorff am 21. April 1918 mit dem Orden Pour le Mérite ausgezeichnet.
Nach Einstellung der Offensive sowie Kämpfen zwischen Arras und Albert wirkte Keiser Ende August 1918 in der Schlacht bei Monchy-Bapaume und ging anschließend auf die Siegfriedstellung zurück. Daran schlossen sich Abwehrkämpfe zwischen Deûle-Kanal und Schelde an. Ende Oktober 1918 musste er krankheitsbedingt das Regiment abgeben und in die Heimat zurückkehren. Dort erlebte Keiser das Kriegsende und wurde mangels höherer Offiziere für einen Monat Kommandant von Koblenz. Anschließend übernahm er wieder sein Regiment, das er vom 18. bis zum 22. Dezember 1918 in Göttingen demobilisierte. Mit der erfolgten Auflösung des Verbandes trat er zur Verfügung des Generalkommandos des VIII. Armee-Korps, leitete als Kommandeur die Demobilisierung des 9. Rheinischen Infanterie-Regiments Nr. 160 und kam im Oktober 1919 zum Stab des Reichswehr-Infanterie-Regiments 20. Ab Januar 1920 war Keiser Kommandant von Braunschweig, bis er am 30. September 1920 unter Verleihung des Charakters als Oberst aus dem Militärdienst ausschied.
Da die Entente Keiser als Kriegsverbrecher betrachtete, wurde er aufgrund der Bestimmungen des Friedensvertrages von Versailles verhaftet, jedoch gegen Kaution freigelassen und die Untersuchungen gegen ihn nach ca. fünf Jahren eingestellt. Die Franzosen verurteilten Keiser dennoch im Abwesenheit zum Tode. 
Anlässlich des sogenannten Tannenbergtages erhielt er am 27. August 1939 den Charakter als Generalmajor.

### Familie
Keiser verheiratete sich am 21. November 1898 in Bergisch Gladbach mit Elisabeth von Hövel (* 1873). Aus der Ehe gingen die Söhne Günther (* 1899) und Fritz-Joachim (* 1904) hervor.